# Intrapales remotella
Intrapales remotella là một loài ruồi trong họ Tachinidae.